# Сара Дън
Сара Дън (на английски: Sarah Dunn) е американска телевизионна сценаристка и писателка в жанра чиклит.

## Биография и творчество
Сара Дън е родена на 28 юли 1969 г. във Финикс. Учи в Пенсилванския университет, където през 1991 г. завършва с отличие и с бакалавърска степен по английски език. След дипломирането си води хумористична колонка за вестник „Филаделфия сити“. През 1994 г. издава първия си хумористичен роман „Official Slacker Handbook“ (Официален бележник на мързеливеца), който я прави известна.
В следващите години е привлечена в Холивуд като сценарист на телевизионните комедийни сериали „Мърфи Браун“, „Шеметен град“ и „Фантазиите на Вероника“, излъчвани и в България.
През 1998 г. тя напуска телевизионния бранш, за да се посвети на писателската си кариера. Първият ѝ съвременен роман в стил чиклит излиза през 2005 г. и става бестселър. През 2009 г. е публикуван романът ѝ „Secrets to Happiness“ (Тайни на щастието), който завършва малко преди да роди своя син Хари.
Сара Дън е омъжена за Питър Стивънсън, изпълнителен редактор на „Ню Йорк Обзървър“. Живее със семейството си в Ню Йорк.

## Произведения

### Самостоятелни романи
- Official Slacker Handbook (1994)
- The Big Love (2005)
Голямата любов, изд.: ИК „Хермес“, Пловдив (2005), прев. Пенка Стефанова
- Secrets to Happiness (2009)
- The Arrangement (2017)

### Разкази
- Messages from Valerie Polichar (2010) – с Гра Линея

### Филмография
сценарист, продуцент и консултант
- 1996 Мърфи Браун, Murphy Brown – ТВ сериал, 2 епизода
- 1997 Фантазиите на Вероника, Veronica's Closet – ТВ сериал, 1 епизод
- 1997 Шеметен град, Spin City – ТВ сериал, 4 епизода
- 2012 Bunheads – ТВ сериал, 1 епизод